# Heinz Petry
Heinz Petry   (Euskirchen, 1928 - 1945) va ser un jove hitlerià alemany. Va ser afusellat per espionatge als 16 anys d'edat.

## Biografia
Els pares d'Heinz Petry eren propietaris d'un negoci de jardineria a Euskirchen. Eren considerats lleials al règim nazi. El 1941, Petry es va traslladar a l'Escola Adolf Hitler del castell de Drachenburg, prop de Königswinter. Se li va prometre una millor nota acadèmica per completar una tasca. A Königswinter, del 15 de gener al 5 de febrer de 1945, Petry i dos companys de la seva classe van rebre un breu entrenament militar en l'ús de pistoles i rifles i en l'ús d'explosius per tal de ser utilitzats per a l'organització secreta Werewolf. Al mateix temps, el líder de les Joventuts Hitlerianes Josef Schöner també va rebre instruccions sobre això juntament amb altres líders de les Joventuts Hitlerianes. Aleshores, els joves van ser traslladats al castell Burg Zieverich a Bergheim.
El 21 de febrer de 1945, Petry va ser portat a l'àrea d'operacions prop del front entre Erkelenz i Geilenkirchen amb el líder de les joventuts hitlerianes Josef Schöner (17 anys d'edat) de Stolberg, que tenia coneixements locals i, segons la seva pròpia declaració, fill d'un Hoteler de Stolberg que havia estat condemnat a mort per traficar productes al mercat negre a finals de 1944 per espiar la força de tropes de l'exèrcit dels Estats Units. Ja el dia 22.
El 22 de febrer de 1945, els dos joves van ser capturats pel Novè Exèrcit dels Estats Units d'Amèrica prop del poble de Birgden. Com que operaven darrere de les línies enemigues com a civils i no amb uniforme militar, van ser classificats com a espies. Durant l'interrogatori, Petry va confessar la missió d'espionatge. Inicialment van ser empresonats en una presó d'Aquisgrà.
Després d'un judici d'un dia davant un tribunal militar estatunidenc del Novè Exèrcit dels Estats Units d'Amèrica, van ser condemnats a mort i que serien afusellats per espionatge a Mönchengladbach el 29 de març de 1945. El jurat d'oficials del Novè Exèrcit dels Estats Units d'Amèrica va justificar el seu veredicte per una majoria de dos terços dient que pretenia mostrar «al poble alemany» la determinació dels estatunidencs «d'eliminar l'alè verinós del militarisme alemany i d'esborrar la ideologia nazi de la faç de la terra».
El 30 de maig de 1945, Petry va ser traslladat al centre de detenció de Braunschweig. Allà se li va informar el 31 de maig de 1945 que el general William Hood Simpson va rebutjar la seva petició de clemència i que es va anunciar la seva imminent execució. Després va escriure una carta de comiat de sis pàgines als seus pares i al seu germà en tres papers la nit abans de la seva execució.

## La seva execució
L'1 de juny de 1945 la sentència es va dur a terme en una gravera prop de Braunschweig. Petry va ser el primer a ser executat, seguit pel seu company Schöner. Un total de sis espies van ser afusellats per soldats del Novè Exèrcit dels Estats Units d'Amèrica. L'últim va ser un jove de les SS de 19 anys, Hans Becker, que va ser atrapat amb roba de civil a Daseburg el 5 d'abril de 1945. Després dels afusellaments, tots els executats van ser col·locats en taüts d'espera pels empleats de la Creu Roja Alemanya.
L'execució va rebre una forta cobertura mediàtica als mitjans de comunicació occidentals i va rebre clares crítiques per part dels membres de la britànica Societat Fabiana a causa de la joventut dels executats.

## La seva tomba
Heinz Petry va ser enterrat el 4 de juny de 1945 al cementiri principal de Braunschweig, i Josef Schöner al cementiri catòlic. El 13 de desembre de 1948, davant de la insistència de la família d'Heinz Petry, el seu cos va ser exhumat i transportat a Euskirchen.